# 御釜

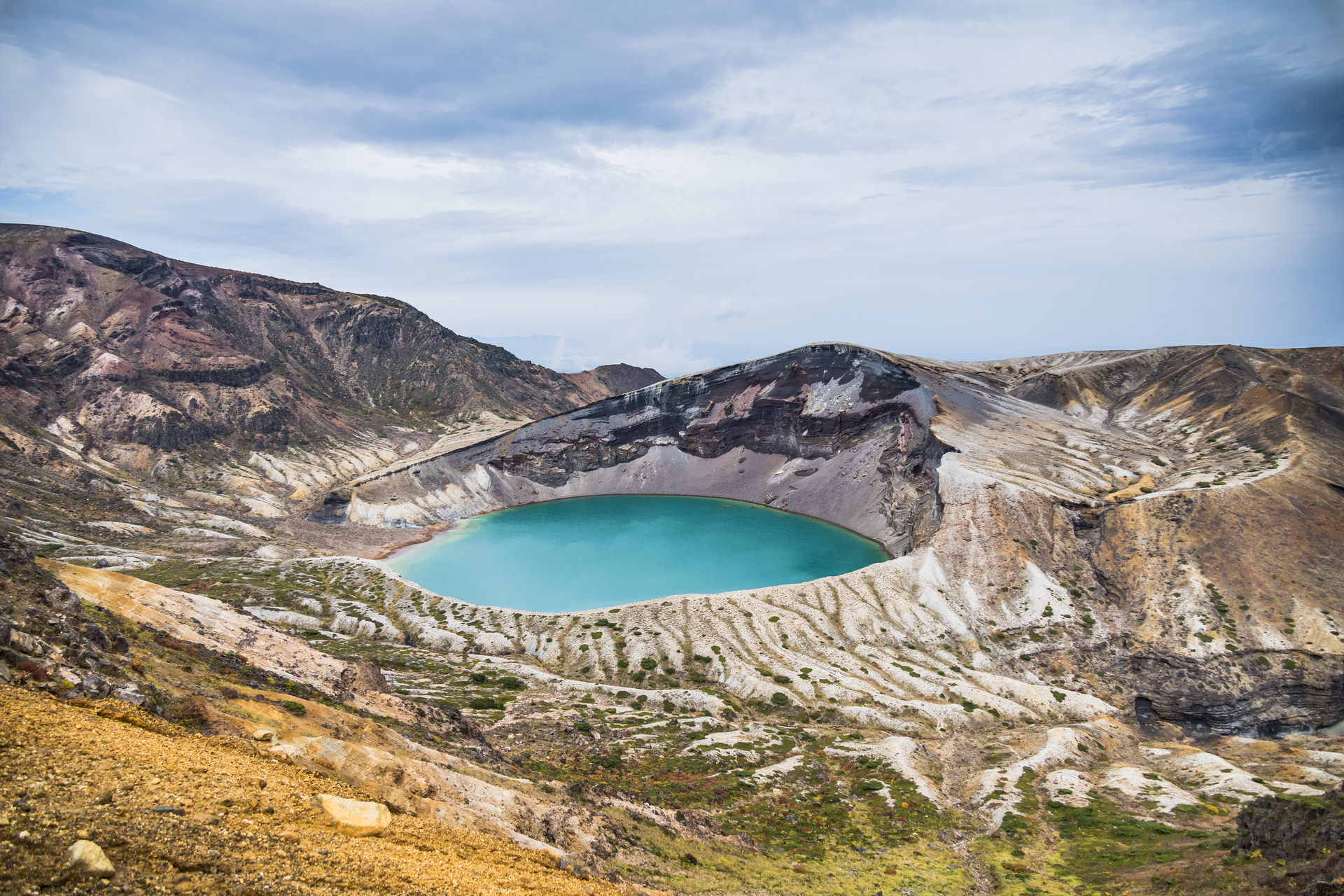
御釜

御釜（おかま）是位於日本宮城縣藏王町和川崎町交界處的一個火山湖，又稱五色沼，是藏王連峰觀光的重點之一。御釜位於藏王連峰中央標高最高的地區，面積0.9平方公里。湖水因火山活動而反覆沸騰。御釜湖水為綠色，ph值是3.5，湖水中沒有任何生物。現在御釜湖底仍然有火山活動。